# Hlavní kniha
Hlavní kniha je jedním ze základních dokumentů v účetnictví. Hlavní kniha musí obsahovat všechny syntetické účty používané v účetní jednotce. V hlavní knize se účetní zápisy uspořádají podle syntetických účtů z účtové osnovy, tedy systematicky podle věcného hlediska.

## Minimální informační obsah hlavní knihy
Ke každému z účtů v hlavní knize musí být minimálně uvedeno:
- zůstatek ke dni kdy je hlavní kniha otevřena,
- souhrnný obrat strany Má dáti a Dal (alespoň za kalendářní měsíc),
- zůstatek ke dni sestavování účetní závěrky.

## Hlavní kniha vedle dalších účetních knih
Hlavní kniha poskytuje informace o stavu a pohybu výnosů, nákladů, pasiv a aktiv v každé účetní jednotce, přičemž je jen jednou z knih vedených účetní jednotkou. Vedle hlavní knihy se jedná o:
- účetní deníky,
- knihy analytických účtů a
- knihy podrozvahových účtů.

Účetní jednotky nesmějí zřizovat účty mimo účtový rozvrh a účetní knihy. Zákon připouští pro v zákoně stanovené účetní jednotky i jiné způsoby vedení účetnictví, jako je například tzv. zjednodušený rozsah účetnictví.